# خاکاره دبیج
خاکاره دبیج یا کاکا یکی از شیرینی‌های محلی در استان گیلان است. مواد این شیرینی را آرد برنج خیلی نرم، مغز گردوی چرخ کرده، شیر یا آب، تخم مرغ، گلاب، شکر، مغز هل کوبیده، دارچین، زعفران، جوش شیرین، کدوی پخته و پوره شده و نمک تشکیل می‌دهد. مایه این شیرینی بعد از مخلوط شدن در روغن داغ مانند کوکو پخته می‌شود. وقتی مایه خودش را گرفت با کارد چهار قاچ شده و برای پخت طرف دیگر مایه برگردانده می‌شود.